# エーリヒ1世 (ザクセン＝ラウエンブルク公)
エーリヒ1世（Erich I., 1280年ごろ - 1360年）は、ザクセン公（在位：1282年 - 1296年）、ザクセン＝ラウエンブルク公（在位：1296年 - 1360年）。

## 生涯
エーリヒ1世はザクセン公ヨハン1世とビルイェル・ヤールの娘あるいは孫のインゲボルグ・ビルイェルドッテル（1253年ごろ - 1302年6月30日）の息子である。1282年に父ヨハン1世は、息子のエーリヒ1世、アルブレヒト3世およびヨハン2世に公爵位を譲った。息子らは未成年であったため、叔父のアルブレヒト2世が養育した。エーリヒ1世とその兄弟たちは成人し、親政を開始した。兄弟とその叔父アルブレヒト2世をザクセン公の共同統治者として言及した最後の文書は1295年のものである。
ザクセンはエーリヒ1世とその兄弟が共同統治するザクセン＝ラウエンブルクと、叔父のアルブレヒト2世が統治するザクセン＝ヴィッテンベルクに明確に分割されたが、これは1296年9月20日以前に行われ、フィーアランデ、ザーデルバンデ（ラウエンブルク領）、ラッツェブルク領、ダルジンク領（後のノイハウス）、およびハーデルン領が兄弟の分割領として記されている。アルブレヒト2世は、ヴィッテンベルクとベルツィヒ周辺のザクセン＝ヴィッテンベルクを手に入れた。
エーリヒ1世とその兄弟たちは当初ザクセン＝ラウエンブルクを共同統治し、その後3つに分割したが、飛び地であるハーデルン領は3人の共治のままであった。その後、エーリヒ1世はベルゲドルフ（フィーアランデ）とラウエンブルクを保持し、1308年に嗣子なく死去した弟アルブレヒト3世のザクセン＝ラッツェブルクの領地と、アルブレヒト3世の未亡人マルガレーテ・フォン・ブランデンブルク＝ザルツヴェーデルの死後の留保分を相続した。しかし、兄ヨハン2世も領地を主張したため、1321年にエーリヒ1世はベルゲドルフ（フィーアランデ）をヨハン2世に譲り、それ以来ヨハン2世の領地はザクセン＝ベルゲドルフ＝メルン、エリックの領地はザクセン＝ラッツェブルク＝ラウエンブルクとして知られるようになった。
1338年、エーリヒ1世は息子のエーリヒ2世に領地を委ねた。エーリヒ2世と領地を隣接するブラウンシュヴァイク＝リューネブルク公ヴィルヘルム2世との対立の中、ヴィルヘルム2世の軍隊はエーリヒ1世をキルヒヴェルダーのリーペンブルク城（現在のハンブルクのベルゲドルフ区）から追放し、エーリヒ1世はホーヤ伯領の首都ニーンブルク・アポン・ヴェーザーにいる孫娘のユッタのもとへ亡命した。

## 結婚と子女
1316年または1318年にポメラニア公ボギスラフ4世の娘エリーザベト（1291年 - 1349年10月16日）と結婚し、以下の子女をもうけた。
- エーリヒ2世（1318/20年 - 1368年） - ザクセン＝ラウエンブルク公
- ヨハン（1372年没） - カンミン司教（1344年 - 1372年）
- ヘレナ（1354年以降） - ホーヤ＝ブルッフハウゼン伯ヨハン2世（1377年没）と結婚